# Gehölz beim Hause des Bauern Lüke Goldenstein in Lüdstede
Das Landschaftsschutzgebiet Gehölz beim Hause des Bauern Lüke Goldenstein in Lüdstede ist ein Landschaftsschutzgebiet im Landkreis Wittmund des Bundeslandes Niedersachsen. Es trägt die Nummer LSG WTM 00016. Als untere Naturschutzbehörde ist der Landkreis Wittmund für das Gebiet zuständig.

## Beschreibung des Gebiets
Das 1955 ausgewiesene Landschaftsschutzgebiet umfasst eine Fläche von 0,005 Quadratkilometern und liegt südöstlich des Ortszentrums von Neuschoo, einer Teilgemeinde der Samtgemeinde Holtriem in Ostfriesland.

## Schutzzweck
Genereller Schutzzweck ist der „Erhalt und Entwicklung der Waldparzelle in Hoflage als Vogelschutzgehölz“. Dieses Ziel will der Landkreis durch eine Überarbeitung der Schutzgebietsverordnung und die Entwicklung der Randbereiche (Waldmantel) des Schutzgebietes erreichen. Um den Schutz ausreichend zu sichern, schlägt der Landkreis zudem eine Unterschutzstellung als Geschützter Landschaftsbestandteil vor.